# FK Gjøvik-Lyn
A FK Gjøvik-Lyn egy norvég labdarúgócsapat, amely jelenleg a harmadosztályban szerepel. A klubot 1901. február 1-jén alapították, Gjøvik városában. A klub színei a fekete és a piros, az egyesület hazai pályán a Gjøvik Stadionban játszik. A csapat 1937 és 1940 között, illetve 1963-ban is az első osztályban szerepelt.

## Sikerek
Norvég Kupa
- Győztes (1): 1962
- Döntős (1): 1914

## A nemzetközi kupasorozatokban
| Szezon  | Kupasorozat | Forduló | Ellenfél | Hazai pályán elért eredmény | Idegenben elért eredmény | Összesített eredmény |  |
| ------- | ----------- | ------- | -------- | --------------------------- | ------------------------ | -------------------- |  |
| 1963–64 | KEK         | 1. kör  | APÓEL    | 0–1                         | 0–6                      | 0–7                  |  |

## Fordítás
Ez a szócikk részben vagy egészben  a   FK Gjøvik-Lyn című angol Wikipédia-szócikk fordításán alapul.  Az eredeti cikk szerkesztőit annak laptörténete sorolja fel. Ez a jelzés csupán a megfogalmazás eredetét és a szerzői jogokat jelzi, nem szolgál a cikkben szereplő információk forrásmegjelöléseként.

## Külső hivatkozások
- A klub weboldala